# Brevipalpus stipae
Brevipalpus stipae är en spindeldjursart som beskrevs av Baker och James P. Tuttle 1987. Brevipalpus stipae ingår i släktet Brevipalpus och familjen Tenuipalpidae. Inga underarter finns listade.